# 韦特尔贝格
韦特尔贝格是奥地利布尔根兰州居辛县的一个市镇。总面积4.76平方公里，总人口495人，人口密度104.0人/平方公里（2001年）。